# Varvsberget, Västergötland

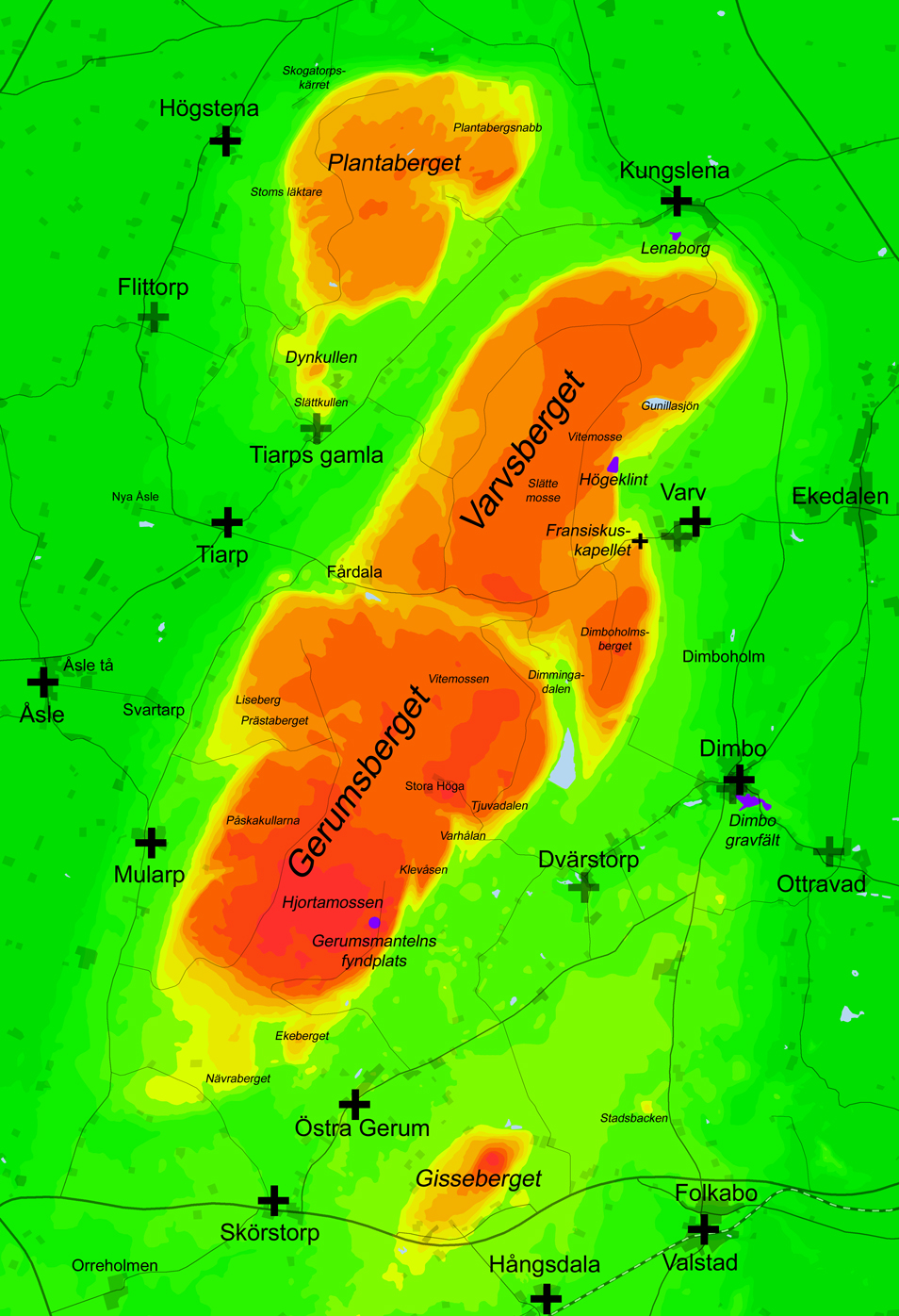
Karta över platåbergen på Östra Falbygden: Plantaberget, Varvsberget, Gerumsberget och Gisseberget.

Varvsberget är ett platåberg beläget på Falbygden på gränsen mellan Tidaholms och Falköpings kommuner i Västergötland, Sverige. Varvsberget hänger samman med Gerumsberget i söder och strax väster om berget är Plantaberget. Berget har en höjd av 315 meter över havet och har en yta av cirka 14 kvadratkilometer.

## Bergets namn
Berget nämns redan år 1325 och namnet skrivs då Huarboæbiærgh. Berget är namngivet efter den forna byn Varv i Varvs socken på den östra sidan om berget eller kanske snarare efter byns invånare "Varvborna". Ett alternativt namn är Fårdalsberget uppkallat efter den medeltida gården Fårdala i Åsle socken vid bergets sydvästra hörn. Norra delen av Varvsberget kallas Granberget eller Kungslenaberget. Äldsta stavningen från 1325 är dock Lenboabiærgh.

## Borgar och annat
Vid den norra sluttningen ligger Kungslena socken, med rester efter borgruinen Lenaborg där Birger jarl vistades periodvis. Uppe på bergets östra kant ligger Gunillasjön, fornborgen Högeklint och Franciskuskapellet. På berget finns mossarna Slätte mosse, Vite mosse och Varvboråsen.